# Galerie d'art du Queensland
La galerie d'art du Queensland (anglais : Queensland Art Gallery), abrégé QAG, est un musée d'art situé à Brisbane, dans le Queensland, en Australie.